# 羅曼內斯伯爵阿爾瓦羅·德·菲格羅亞
阿尔瓦罗·菲格罗亚-托雷斯（西班牙語：Álvaro Figueroa y Torres，1863年8月9日—1950年9月11日) ，第一代罗曼诺内斯伯爵，西班牙自由党政治人物、商人、地主。历任省议员、马德里市长、教育大臣、公共工程大臣、恩典与司法大臣等职位，先后三次担任首相。

## 早年生活
1863年8月9日出生于马德里市政广场西斯内罗斯别墅的一个贵族家庭。父亲是伊格纳西奥·菲格罗亚-门迭塔，母亲是第六代维拉梅霍尔侯爵夫人。他是家里的第四个孩子。幼年由于一起事故导致腿脚残疾。1884年毕业于马德里大学法学专业，后来前往意大利博洛尼亚大学学习，研究政治法方向，获得博士学位。尽管他没有从事法律工作，全身心地投入到政治和商业领域。

## 进入政界
在他的岳父、杰出的政治家和法学家曼努埃尔·阿隆索·马丁内斯的支持下，他开始了政治活动，加入了西班牙自由党。1888年当选瓜达拉哈拉省议员，直至1936年。随后当选马德里市议会议员，并于1894年3月15日当选马德里市长，任期一年。1893年被封为罗曼诺内斯伯爵。

## 担任阁僚
1901年3月-1902年12月在第七次萨加斯塔内阁中担任公共教育大臣。任期间他将采取重要措施：他颁布了将教师工资纳入国家总预算、改革初等教育、延长义务教育时间等。1903年，他创办了一份个人政治报纸：《环球日报》。在1905年至1906年的历届自由党内阁期间，他历任农业、工业、商业和公共工程大臣（1905年6月-12月）、恩典和司法大臣（1906年7月-11月）、以及外交大臣（1905年12月-1906年6月）。他促成了何塞·卡纳莱哈斯·门德斯成为自由党的领导者。作为报答，他被任命为公共教育大臣（1910年2月-6月），随后担任众议院议长（1910年6月-1912年11月）。

## 担任首相
在卡纳莱哈斯被暗杀后，他成为了自由党主要派系无可争议的领袖。该党的另一位著名人物曼努埃尔·加西亚·普列托反对罗曼诺内斯伯爵的多数派，引发了所谓的自由民主党的分裂。1912年11月14日，罗曼诺内斯伯爵组阁。在此期间，他开始建立摩洛哥保护国。他的企业在摩洛哥拥有经济和矿业利益，这使他亲近法国的立场以获得他们的支持。
第一次世界大战爆发后，爱德华多·达托政府在冲突面前宣布西班牙保持中立。罗曼诺内斯伯爵公开表达了亲法立场，在《环球日报》上发表一篇著名的文章：《杀死中立》，其中他公开抨击宣布中立并将同盟国的事业与西班牙的国家利益联系起来。他公开结盟的立场与保守派中盛行的亲德立场形成鲜明对比。1915年 12月，由于西班牙船只被德国潜艇鱼雷击中的事件，他再次组阁，改变了他的外交政策，选择了同盟国并与德国对抗。但他无法解决国家内部的社会问题，并不断受到德国媒体的攻击。
罗曼诺内斯伯爵内阁还遭受了加泰罗尼亚地方主义者的发难，他们在整个1916年阻止了国会所有法案的通过。政府将体力和专业能力测试作为军事晋升的一项要求的意图是导致1917年成立所谓的“国防委员会”的触发因素。1917年4月，面临严重的危机，内阁倒台。
1918年3月，他加入了安东尼奥·毛拉的国家集中政府，担任恩典与司法大臣。此后，他加入了短命的加西亚·普列托内阁担任外交大臣。在那年年底，他再次受命组阁，该内阁不得不应对加泰罗尼亚的分离主义鼓动以及随着罢工而达到顶峰的工人运动。出于这个原因，罗曼诺内斯政府于1919年1月下令暂停对巴塞罗那省的宪法保障，几个月后该措施将扩大到整个西班牙。
但与此同时，他对工人阶级采取了柔和措施。1919年4月3日，他签署了《八小时工作制法令》，24日正式引入八小时工作制。1919年3月，批准了所《工人退休金法案》，这是在西班牙建立的第一个工人强制性退休保险。他的内阁最终在1919年4月垮台。
1922年9月，他成为加西亚·普列托自由党集中政府的恩典和司法大臣，该政府是君主制的最后一个宪政政府。1923年5月，他担任参议院议长，直到普里莫·德·里维拉将军在9月发动政变。

## 阿方索十三世末期和内战时期
政变后他远离政治。但是在1926年他卷入了一场试图推翻军政府的失败政变，他也被罚款50万比塞塔。独裁政权倒台后，他在胡安·包蒂斯塔·阿斯纳尔-卡瓦尼亚斯内阁中担任外交大臣（1931年2月-4月）。尽管许多阁僚反对，他还是受到了国王阿方索十三世的支持。尽管该政权正在经历严重的危机，但他相信对于君主制而言，情况将得到令人满意的解决。罗曼诺内伯爵设想通过举行市级、省级和最后的议会选举来恢复“宪法秩序”。然而，在1931年市政选举中共和主义者取得大胜，他建议国王离开西班牙。面对记者，他说：“选举的结果让君主主义者感到非常遗憾。这就是现实，有必要说出来，因为隐瞒它会适得其反。”
在国王的授命下，罗曼诺内斯伯爵会见了第二共和国的总统尼塞托·阿尔卡拉-萨莫拉，后者同意保护皇室成员的生命安全，政权得以和平移交。第二共和国成立后，它设法在瓜达拉哈拉省重建了人际网络，以至于能够使用它并在共和国议会三度当选议员。然而，他的政治影响力微不足道。
他没有参加颠覆共和国的阴谋。西班牙内战爆发后，他被共和国政府逮捕。但在法国大使的斡旋下他被释放并前往法国，随后加入弗朗哥阵营。1937年跟随弗朗哥返回西班牙并担任行政委员会委员，参与编写证明第二共和国非法的报告。

## 晚年生活
内战结束后开始编写回忆录，参与西班牙皇家历史学院、皇家法学院的工作。1943年-1946年，担任第一批弗朗哥政权议员，并担任圣费尔南多皇家美术学院院长。1950年9月11日于马德里逝世，享年87岁。

## 个人生活
他与部长曼努埃尔·阿隆索·马丁内斯的女儿卡西尔达·阿隆索-马丁内斯结婚，并育有七个孩子。罗曼诺内斯伯爵与法国资本关系密切，投资了采矿、冶金、铁路、银行、葡萄酒等许多产业。他还是西班牙最大的土地所有者之一，拥有总共 15171公顷的土地。他是皇家历史学院和皇家道德与政治学院院士，他还担任了马德里雅典耀学院院长（1920年-1922年）。他也是西葡友好协会的创始人之一。

## 荣誉
- 卡洛斯三世皇家大十字勋章
- 奥匈帝国铁冠骑士团一级骑士勋章